# جيف والي
جيف والي (بالإنجليزية: Jeff Whalley)‏ هو لاعب كرة قدم بريطاني في مركز الوسط، ولد في 8 فبراير 1952 في Borough of Rossendale ‏ في المملكة المتحدة، وتوفي في 23 فبراير 2018 في بلاكبرن في المملكة المتحدة. لعب مع بلاكبيرن روفرز ونادي سيدني يونايتد 58.